# 烟白齿菌科
烟白齿菌科（学名：Bankeraceae），是革菌目下的一个科。

## 下属物种
- 班克齿菌属 Bankera
- Boletopsis
- Corneroporus
- 亚齿菌属 Hydnellum
- Phellodon
- Sarcodon